# Giuseppe Chiummiento
Giuseppe Chiummiento (Acerenza, 2 luglio 1888 – Buenos Aires, 16 ottobre 1941) è stato un giornalista italiano.

## Biografia
Il padre, maestro elementare, morì giovanissimo da li a poco anche la moglie quando Giuseppe aveva ancora due anni. Cresciuto dai nonni studiò giurisprudenza a Napoli ma la sua passione fu la politica e il giornalismo.
Chiummiento fondò e diresse per sei anni (dal 1919 al 1925) il quotidiano La Basilicata, un giornale democratico, dichiaratamente antifascista e vicino alle posizioni dello statista lucano Francesco Saverio Nitti. Fondò, inoltre, il Partito Lucano d'Azione, sul modello del Partito Sardo d'Azione, che si collocò su coraggiose posizioni antifasciste con un programma tendente a valorizzare le autonomie locali. Perseguitato dal fascismo fu costretto all'esilio in Argentina e lasciò l'Italia il 23 settembre 1927 col piroscafo Saturnia. A Buenos Aires contribuì a mantenere vivo il sentimento antifascista collaborando a vari giornali argentini tra cui La Razón e La Prensa, e ancora al giornale LʼItalia del Popolo e all'antico quotidiano degli emigrati La Patria degli italiani. Alla chiusura di quest'ultimo quotidiano fondò La Nuova Patria di cui fu direttore. Morì esule in terra argentina il 16 ottobre 1941.